# Джонас, Ник
Николас Джерри (Ник) Джонас (англ. Nicholas Jerry «Nick» Jonas, род. 16 сентября 1992, Даллас, Техас, США) — американский певец, актёр и композитор. Более известен как один из участников популярного поп-рок бойзбенда Jonas Brothers, образованного с его старшими братьями — Джо и Кевином. Сначала группа была образована лишь с сольной карьерой Ника, но затем продюсеры решили, что он должен петь с братьями.

## Биография
Николас Джерри Джонас родился 16 сентября 1992 года в Далласе, штат Техас, в семье музыканта и композитора Пола Кевина Джонаса и Дениз Джонас (урождённой Миллер). У него 2 старших брата — Джо, Кевин и младший брат Фрэнки. С 7 лет играет на Бродвее, где принял участие во многих постановках. По словам отца в одном из интервью, музыку Ник начал писать с 5 лет. Слова к знаменитой рождественской песне «Joy To The World» (A Christmas Prayer) маленький Николас написал в 9 лет.
Мульти-инструменталист-самоучка (9 инструментов).

## Карьера
Актёрскую карьеру Ник начал с телесериала Jonas на Disney Channel в 2009 году. Также Джонас снимался в фильмах Camp Rock: Музыкальные каникулы и Camp Rock 2: Отчётный концерт. В 2014 году Ник принял участие в съёмках мелодрамы Королевство, премьера которого состоялась осенью 2014 года. В 2015 году Ник стал ведущим премии Kids' Choice Awards. В 2017 году снялся в фильме Джуманджи: Зов джунглей.

### Музыкальная карьера
В 2005 году Ник становится инициатором создания группы «Jonas Brothers» со своими братьями (Джо Джонас, Кевин Джонас). Группа выпустила 5 студийных альбомов, снялась в собственном сериале и организовала несколько мировых турне. В 2010 году ребята решили взять перерыв и заняться личными делами. В том же году Ник Джонас решает организовать свою собственную группу «Nick Jonas and the Administration». В 2010 году был выпущен единственный альбом данного коллектива. В 2011 году группа прекратила своё существование.
В 2012 году Jonas Brothers начали работу над новым альбомом. 11 октября 2012 года братья вернулись на сцену с новыми песнями и старыми хитами и отправились в промотур по миру, посетив Россию с концертами в Москве (8 ноября) и Санкт-Петербурге (6 ноября). Летом 2013 года братья Джонас отправились в летнее турне по США.
30 октября 2013 года братья заявили о распаде группы. Инициатором распада стал Ник.
В конце июля 2014 года Ник выпускает новую песню под названием «Chains». Песня стала первым синглом в поддержку дебютного сольного альбома исполнителя «Nick Jonas», релиз которого состоялся 11 ноября того же года. В сентябре 2014 года выходит первый и единственный сингл из нового альбома Ника «Jealous», который позже получит статус платинового. В январе 2015 года песня стала официально самой популярной и запрашиваемой на радио в США.
В марте 2015 года стал ведущим премии Kids Choice Awards, где выиграл в номинации «Лучший певец». В мае 2015 года совместно со своей подругой Деми Ловато открыл лейбл «Safehouse Records». Работал над записью своего третьего сольного альбома.
24 марта 2016 года объявляет название своего альбома — «Last Year Was Complicated» и назначает дату релиза — 10 июня. 25 марта выпустил свой первый совместный сингл со шведской исполнительницей Туве Лу — «Close». 10 июня состоялся релиз его нового альбома по всему миру.
В 2017 году он выпустил сингл «Remember I Told You» с участием Энн-Мари и Майка Познера.

## Личная жизнь

### Состояние здоровья
У Джонаса был диагностирован диабет 1 типа в возрасте тринадцати лет, и он использует инсулиновую помпу, чтобы справиться со своим состоянием. Ник Джонас основал «Фонд перемен для детей», сотрудничая с пятью различными благотворительными организациями. Их цель — собрать деньги и повысить осведомлённость о диабете. Он также разработал объявление общественной службы Вашингтон Нэшионалс для поддержки лечения диабета в Детском национальном медицинском центре в Вашингтоне. С 6 августа 2008 года компания Bayer Diabetes Care сотрудничает с Джонасом в качестве посла диабета, чтобы поощрять молодых людей контролировать свой диабет. Также Джонас свидетельствовал в Сенате США, чтобы способствовать большему финансированию исследований этого заболевания.
15 мая 2021 года попал в аварию во время езды на велосипеде и сломал ребро, получил ссадины и ушибы. Его пришлось доставить на машине скорой помощи в больницу, откуда выписали через день. 17 мая он вернулся в шоу «Голос» после аварии. В интервью 19 мая певец сказал, что чувствует себя лучше и что авария не помешает ему провести церемонию вручения наград Billboard Music Awards.

### Отношения
В июне 2006 года познакомился с американской актрисой и певицей Майли Сайрус, после чего они начали встречаться. Отношения пары продлились более года, но они расстались в декабре 2007 года. В октябре 2008 года Ник прокомментировал слова Майли об их расставании, назвав данную ситуацию «выносом сора из избы», и предпочёл, чтобы это осталось лишь между ними. И в 2008 году Ник встречался с Селеной Гомес. Но спустя некоторое время пара заявила о расставании. В 2009 году совместно с Сайрус записал композицию «Before The Storm», и сказал, что это был лучший способ рассказать историю их отношений. В 2012 году написал песню «Wedding Bells», которая тоже была посвящена Майли. В 2013 году вновь появились слухи о воссоединении пары, но Ник их опроверг.
В конце 2009 года недолгое время встречался с Селеной Гомес, но они расстались из-за нехватки времени друг для друга. В июле 2015 года опроверг слухи о новом романе с Селеной.
С января 2011 по май 2012 года встречался с австралийской моделью и певицей Дельтой Гудрем. Пара рассталась по взаимному согласию, но они остались хорошими друзьями и желают друг другу всего самого наилучшего.
В июне 2013 года начал встречаться с американской моделью, победительницей конкурса Мисс Вселенная 2012 Оливией Калпо. Они познакомились в конце 2012 года, и позже начали вместе появляться на публике. В июне 2015 года пара рассталась, и по сообщениям СМИ, инициатором расставания был сам Ник.
В 2018 году Джонас начал встречаться с актрисой Приянкой Чопрой. Они обручились в день рождения Чопры 18 июля 2018 года и отпраздновали помолвку в августе того же года. Пара поженилась 1 декабря 2018 года в Индии на родине невесты. 15 января 2022 года у супругов родилась дочь Малти Мари Чопра Джонас с помощью суррогатного материнства.

## Фильмография
| Год       |    | Русское название                                         | Оригинальное название                     | Роль               |
| --------- | -- | -------------------------------------------------------- | ----------------------------------------- | ------------------ |
| 2007      | с  | Ханна Монтана                                            | Hannah Montana                            | играет самого себя |
| 2008      | ф  | Ханна Монтана и Майли Сайрус: Концертный тур «Две жизни» | Best of Both Worlds Concert               | играет самого себя |
| 2008      | тф | Camp Rock: Музыкальные каникулы                          | Camp Rock                                 | Нейт Грей          |
| 2009—2010 | с  | Jonas L.A.                                               | Jonas                                     | Ник Джонас         |
| 2009      | ф  | Концерт братьев Джонас                                   | Jonas Brothers: The 3D Concert Experience | играет самого себя |
| 2010      | тф | Camp Rock 2: Отчетный концерт                            | Camp Rock 2: The Final Jam                | Нейт Грей          |
| 2010      | ф  | Отверженные: 25-я годовщина мюзикла                      | Les Misérables: 25th Anniversary Concert  | Мариус Понтмерси   |
| 2011      | с  | Мистер Саншайн                                           | Mr. Sunshine                              | Иллай Уайт         |
| 2011      | с  | Последний настоящий мужчина                              | Last Man Standing                         | Райан Вогельсон    |
| 2012      | с  | Смэш                                                     | Smash                                     | Лайл Уэст          |
| 2012      | с  |                                                          | Submissions Only                          | танцор             |
| 2013—2015 | с  | Гавайи 5.0                                               | Hawaii Five-0                             | Йен Райт           |
| 2014—2017 | с  | Королевство                                              | Kingdom                                   | Нэйт Калина        |
| 2015      | ф  | Осторожнее с желаниями                                   | Careful What You Wish For                 | Даг Мартин         |
| 2015      | с  | Королевы крика                                           | Scream Queens                             | Бун Клеменс        |
| 2016      | ф  | Козёл                                                    | Goat                                      | Бретт Лэнд         |
| 2017      | ф  | Джуманджи: Зов джунглей                                  | Jumanji: Welcome to the Jungle            | Джефферсон Макдона |
| 2019      | мф | UglyDolls. Куклы с характером                            | UglyDolls                                 | Лу                 |
| 2019      | ф  | Мидуэй                                                   | Midway                                    | Бруно Гайдо        |
| 2019      | ф  | Джуманджи: Новый уровень                                 | Jumanji: The Next Level                   | Джефферсон Макдона |
| 2020      | с  | Дэш и Лили                                               | Dash & Lily                               | играет самого себя |
| 2021      | ф  | Поступь хаоса                                            | Chaos Walking                             | Дэйви Прентис-мл.  |
| 2023      | ф  | Люби снова                                               | Love Again                                | Джоэл              |
| 2023      | ф  | Добрая половина                                          | The Good Half                             | Ренн Уиланд        |

## Дискография

### В составе Jonas Brothers
- It’s About Time (2006)
- Jonas Brothers (2007)
- A Little Bit Longer (2008)
- Lines, Vines and Trying Times (2009)
- Jonas L.A. (2010)
- Happiness Begins (2019)

### В составе Nick Jonas & the Administration
- Who I Am (2010)

### Сольные альбомы
- Nicholas Jonas (2005)
- Nick Jonas (2014)
- Last Year Was Complicated (2016)
- Spaceman (2021)

### EP
- Songs from How to Succeed in Business Without Really Trying (2012)

## Туры
- Who I Am Tour (2010)
- Nick Jonas 2011 Tour (2011)
- Nick Jonas Live (2014)
- Nick Jonas: Live in Concert (2015)
- Future Now Tour (с Деми Ловато) (2016)
- Happiness Begins Tour (2019-2020)
- Remember This Tour (2021)